# Регенерація (мінералогія)
Регенерація кристалів (рос. регенерация кристаллов, англ. crystal regeneration, нім. Regenerierung f der Kristalle) – відновлення форми кристалічного багатогранника після його хімічної корозії або фізичного знищення, коли він потрапляє в умови, сприятливі для росту його кристалів.